# Discotecă

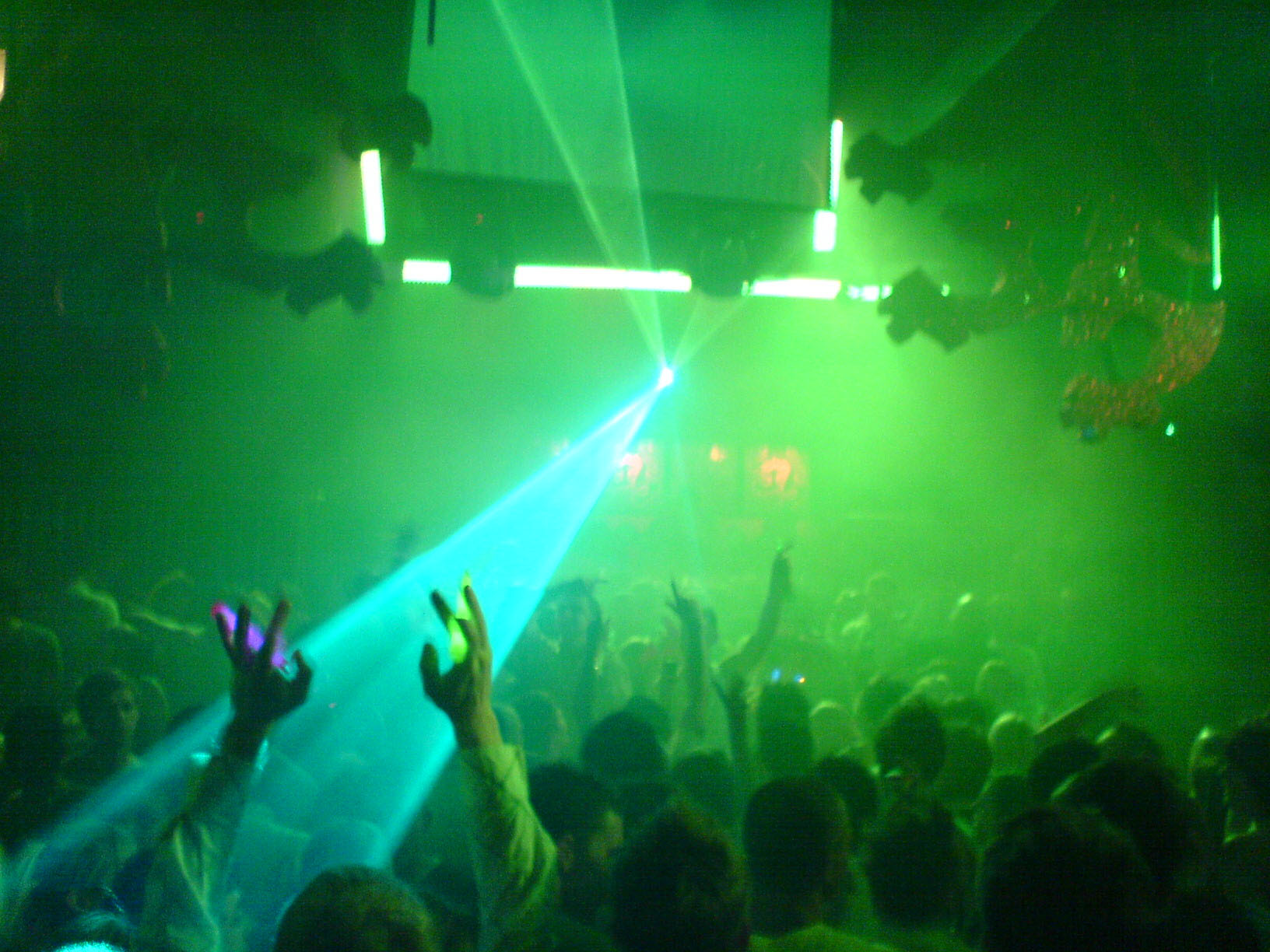
Lasere într-o discotecă

O discotecă este un local de divertisment, dans și consumat băuturi alcoolice, deschis în general noaptea, unde se ascultă muzică de generație mai veche (old school).